# 奎宿增七
双鱼座81（双鱼座ψ3），又名SAO 92283，HD 6903，HR 339是雙魚座的一颗恒星，视星等为5.57，位于銀經128.9，銀緯-43.0018，其J2000.0坐标为赤經1h 9m 49.20s，赤緯+19° 39′ 30.2″，距离地球403光年。